# Macmillan Education
Macmillan Education és editor d'ensenyament de llengua anglesa i materials didàctics escolars. La companyia té la seu a Londres, Regne Unit, i opera a més de 40 països d'arreu del món.

## Història
El 1994, Simon & Schuster va adquirir la filial nord-americana de Macmillan Publishers. Quatre anys més tard, Simon & Schuster va desprendre la seva divisió educativa, incloses les restes de Macmillan Education, a Pearson PLC. El 30 de juny de 1999, Pearson va vendre la divisió de referència de Macmillan a IDG per 83 milions de dòlars.
El 2011 Macmillan Publishers Ltd va ser multat amb 11,3 milions de lliures esterlines per l'Audiència de Londres, pel que fa als guanys a través de la corrupció de Macmillan Education a l'Àfrica Oriental i Occidental entre 2002 i 2009. Posteriorment, Macmillan Education va deixar de funcionar a l'Àfrica Oriental i Occidental. El desembre de 2011, eBedford, Freeman i Worth Publishing Group, el grup d'educació superior de Macmillan, van canviar el seu nom a Macmillan Higher Education, mantenint el nom de Bedford, Freeman i Worth per a la seva unitat educativa k-12.
Fins al 2015, quan es va fusionar amb Springer Nature, Macmillan Education era una divisió de Macmillan Publishers Ltd, una filial de propietat total de Holtzbrinck Publishing Group.